# 창원시 의창구 (선거구)
창원시 의창구는 대한민국의 국회의원 선거구이다. 경상남도 창원시 의창구 일대를 관할한다. 현 지역구 국회의원은 국민의힘의 김종양이다.

## 역사
2010년 7월 1일을 기해 마산시, 창원시, 진해시가 통합되면서 통합 창원시가 출범했다.  또한 창원시에 구제가 실시되면서 창원시 갑 선거구 관할 지역에 의창구가 신설되었다. 이에 제19대 국회의원 선거를 앞두고 창원시 갑 선거구가 창원시 의창구 선거구로 개편되었다.
2021년 7월을 기해 기존에 용지동을 포함한 일부 지역들이 의창구에서 성산구로 편입되었다. 하지만 공직선거법은 2020년 21대 총선 당시의 관할구역이 유지가 되면서 2022년 대한민국 재보궐선거에서는 선거구역으로 2021년 7월 1일 의창구에서 성산구로 편입된 지역이 포함되는 일이 일어나기도 했다. 2024년 제22대 국회의원 선거를 앞두고 해당 지역들은 창원시 성산구 선거구로 넘어갔다.

## 관할 구역
| 대수  | 관할 구역          |
| ----- | ------------------ |
| 19대~ | 창원시 의창구 일원 |

## 역대 국회의원
| 선거   | 정당 | 정당       | 의원   |
| ------ | ---- | ---------- | ------ |
| 2012년 |      | 새누리당   | 박성호 |
| 2016년 |      | 새누리당   | 박완수 |
| 2020년 |      | 미래통합당 | 박완수 |
| 2022년 |      | 국민의힘   | 김영선 |
| 2024년 |      | 국민의힘   | 김종양 |

## 역대 선거 결과

### 대한민국 제19대 국회의원 선거
|  | 54.12% |

|  | 45.87% |

### 대한민국 제20대 국회의원 선거
|  | 56.61% |

|  | 40.53% |

|  | 2.85% |

### 대한민국 제21대 국회의원 선거
|  | 59.04% |

|  | 36.70% |

|  | 2.37% |

|  | 1.04% |

|  | 0.82% |

### 2022년 대한민국 재보궐선거
|  | 62.74% |

|  | 37.25% |

### 대한민국 제22대 국회의원 선거
|  | 57.30% |

|  | 42.69% |